# Генри Фул
«Генри Фул» (англ. Henry Fool) — художественный фильм американского режиссёра Хэла Хартли, снятый по собственному сценарию в 1997 году.

## Сюжет
Жизнь придавленного невзгодами мусорщика Саймона Грима, живущего с больной матерью и старшей сестрой, резко меняется после знакомства с Генри Фулом — человеком, поселившемся в подвальной комнате их небольшого дома. Имевший при себе лишь несколько рабочих тетрадей, для записи своей «Исповеди», Генри убеждает своего нового друга Саймона попробовать свои силы в поэзии. Вскоре начинающий поэт приобрёл славу сверхмаргинального автора, наиболее полно отражающего окружающий мир грубым языком своих творений.
Даже после отказа издателей в публикации предложенной рукописи, Генри продолжает убеждать Саймона в неминуемом признании его стихов. С его подсказки сестра Саймона размещает несколько отрывков на одном из сайтов, вызвав неожиданный взрыв интереса к неординарной поэзии загадочного неофита. Вскоре последовало и выгодное предложение о выпуске сборника его стихов. Помня, что своему успеху он полностью обязан Генри, Саймон пытается настоять на одновременном выходе в свет и концептуальной книги своего учителя. Саймон получает её для ознакомления, но прочитанная рукопись оказалась настолько плоха, что здравый смысл заставляет героя отказаться от этой идеи и дать согласие на самостоятельную публикацию.

## В ролях
- Томас Джей Райан — Генри Фул
- Джеймс Урбаняк — Саймон Грим
- Паркер Поузи — Фэй Грим
- Лиам Эйкен — Нэд
- Мария Портер — Мэри
- Джеймс Саито — Дэнг
- Кевин Корриган — Уоррен
- Кристи Карлсон Романо — Перл

## Критика и отзывы
Петербургский рэпер и поэт-песенник Михаил Феничев в ответ на просьбу киножурнала «Сеанс» написать о любимом стоп-кадре — признался, что одной из самых романтичных сцен в мировом кино считает момент в фильме «Генри Фул». Феничев прояснил: «Иронично-театральная манера актёрской игры в этом фильме, по-моему, лучше всего проявляет себя в истории любовных отношений Генри Фула и Фэй Грим, и доходит до циркачества в сцене предложения замужества».

## Призы и награды
- Фильм был номинирован на Золотую пальмовую ветвь и получил Приз за лучший сценарий Каннского кинофестиваля 1998 года (Хэл Хартли).